# 회정초등학교
회정초등학교는 대한민국 경기도 양주시에 있는 공립 초등학교이다.

## 학교 연혁
- 2001. 09. 01 개교(학생 207명), 8학급 편성
- 2013. 09. 01 제5대 강기호 교장 취임
- 2014. 02. 14 제12회 졸업식(졸업생, 74명, 총927명)
- 2014. 03. 01 초등학교 16학급, 유치원 1학급 편성